# Вратиславци
Вратиславци (мкд. Вратиславци) су насеље у Северној Македонији, у источном делу државе. Вратиславци су у саставу општине Делчево.

## Географија
Вратиславци су смештени у источном делу Северне Македоније, близу државне границе са Бугарском - 2 km северно од насеља. Од најближег града, Делчева, насеље је удаљено 18 km северозападно.
Насеље Вратиславци се налази у историјској области Пијанец. Насеље се развило на југоисточним падинама Осоговских планина. Надморска висина насеља је приближно 860 метара. 
Месна клима је планинска због знатне надморске висине.

## Становништво
Вратиславци су према последњем попису из 2002. године имали 32 становника.
Претежно становништво у насељу су етнички Македонци (100%). 
Већинска вероисповест месног становништва је православље.